# Hiatus saphenus

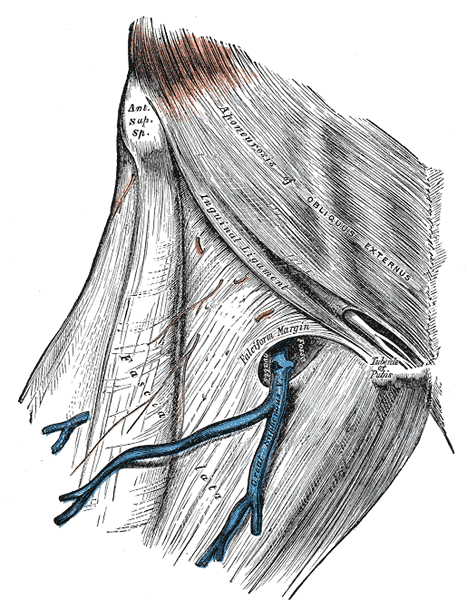
Hiatus saphenus

Der Hiatus saphenus (lat., wörtlich „verborgener Schlitz“, Syn. Fossa ovalis) ist eine Öffnung am medialen Rand der Fascia lata – an dieser Stelle auch als Fascia cribrosa bezeichnet – unterhalb des Leistenbandes. Unmittelbar am Hiatus saphenus liegt der „Venenstern“ – die Vereinigung der Vena saphena magna, Vena epigastrica superficialis, Vena circumflexa ilium superficialis, Vena pudenda externa und Vena femoralis anterior – welche über diese Öffnung in die Vena femoralis abfließen. Durch den Hiatus saphenus treten auch die epifaszialen Arterien wie Arteria epigastrica superficialis, Arteria pudenda externa und Arteria circumflexa ilium superficialis.
Des Weiteren stellt der Hiatus saphenus die äußere Bruchpforte einer Schenkelhernie dar.